# Harita nebulosa
Harita nebulosa är en fjärilsart som beskrevs av Moore 1881. Harita nebulosa ingår i släktet Harita och familjen nattflyn. Inga underarter finns listade i Catalogue of Life.